# Остин и Элли
Остин и Элли (англ. Austin & Ally) — американский молодёжный ситком, созданный Кевином Копелоу и Хитом Сейфертом, которые написали и спродюсировали такие сериалы, как «Дайте Санни шанс» и «Братья Джонас». Премьера в США состоялась на Disney Channel 2 декабря 2011.
Пилотный эпизод сняли в середине февраля 2011 года, а 24 мая 2011 года Disney Channel объявил, что заказал сериал. Изначально предполагалось 13 эпизодов, однако это число было увеличено до 19. Первый промо к сериалу был выпущен в октябре 2011 года. Официальная премьера состоялась 4 декабря 2011 года В России премьера была 8 декабря 2012 на Канале Disney. Шоу было продлено на 2 сезон, и возобновило производство летом 2012 года. Премьера 2 сезона состоялась 7 октября 2012 года, а его производство завершилась в начале февраля 2013 года. Шоу продлено на 3 сезон. Премьера состоялась 27 октября 2013 . Канал Disney продлил сериал на 4 сезон, премьерный показ которого состоялся 18 января 2015 года в США. 6 февраля 2015 года было объявлено, что четвертый сезон будет последним . Последний эпизод вышел в эфир 10 января 2016 года.

## Сюжет
Сериал повествует о жизни двух совершенно разных музыкантов: певце-экстраверте Остине Муне, который постоянно попадает в беду, и талантливом и серьёзном композиторе Элли Доусон, у которой боязнь сцены. В первом эпизоде "Рокеры и писатели" Остин подслушивает, как Элли поет песню, которую она написала. Позже он неосознанно крадет эту песню, изменив только темп, думая, что сам придумал её. Он становится знаменитым благодаря этому после того, как его лучший друг Дез режиссирует Остина в музыкальном клипе на песню и публикует его в Интернете. Так Остин становится сенсацией за одну ночь. Когда Элли обнаружила, что это её песню украли, она отправляется к нему, чтобы разъяснить ситуацию. Как только она понимает, что Остин не специально, они вместе работают над второй песней. В конце эпизода Остин убеждает ее стать его партнером, и они соглашаются работать вместе и в конечном итоге становятся близкими друзьями. Лучшая подруга Элли, Триш, становится менеджером Остина, а Дез продолжает снимать музыкальные клипы Остина. В конце первого сезона Остин подписывает контракт со звукозаписывающим лейблом Джимми Старра.
Во втором сезоне и Остин, и Элли предпринимают более серьезные шаги. Элли преодолевает свой страх перед сценой, исполняя дуэт с Остином. К концу второго сезона Элли подписывает контракт со звукозаписывающей компанией и записывает альбом с Ронни Рамоном, в то время как Остин отправляется в свой первый национальный тур. Из-за ее графика с Ронни Реймоном Элли не может присутствовать на первой половине тура Остина, но в первых двух эпизодах третьего сезона Элли посещает вторую половину тура.
В третьем сезоне карьера Элли взлетает. Позже Элли записывает свой первый альбом. К концу третьего сезона Остин жертвует своей музыкальной карьерой, когда его звукозаписывающий лейбл запрещает ему быть вместе с Элли. Остин решает быть с Элли, когда они признаются друг другу в любви. В конце концов Остин отправляется с Элли в ее первое турне, Триш открывает собственную управляющую компанию, а Дез поступает в киношколу в Лос-Анджелесе.
В четвертом сезоне группа воссоединяется после тура и превращает Sonic Boom в музыкальную школу под названием A&A Music Factory, где они помогают студентам осуществить свои музыкальные мечты. Они объединяют свои таланты, чтобы стать деловыми партнерами, и успех магазина стремительно растет.

## В ролях

### Главные роли
- Остин Моника Мун (Росс Линч) — известный певец, который за один день стал интернет-сенсацией. Его лучшими друзьями являются Дез, с которым он дружит с 4 класса, Элли и Триш (которая по совместительству является его менеджером). Он любит петь, танцевать, веселиться. Любимое блюдо — блины. Также он любит мягкие игрушки, рисовать в раскрасках, из-за чего Элли однажды обвиняет его в ребячестве.

Страдал от зонтофобии (боязнь зонтов), но в 1 сезоне (15 серия) переборол свой детский страх. В 18 серии подписал контракт с музыкальным лейблом «Старр Рекордс», и в 19 серии выпустил свой дебютный альбом. В 9 серии 2 сезона Остин влюбляется в Элли, и в 10 серии они вместе выступают на сцене, тем самым помогая побороть Элли сценобоязнь. Однако в их отношениях намечается трещина из-за Киры — дочки Джимми Старра, которая согласилась стать его девушкой. В 11 серии Остин и Кира расстаются, и он начинает встречаться с Элли. В 13 серии решают остаться друзьями, так как отношения начали мешать их совместному творчеству. В 19 серии пишет об Элли песню. В 25 серии Дез и Триш решают снять документальный фильм «Остин и Элли», в котором вспоминают моменты знакомства и творчества Элли и Остина. Элли признаётся, что изначально сомневалась в сотрудничестве с Остином, потому что считала его однодневкой. Позже Остин говорит, что когда карьера Элли пошла вверх, он подыскал себе другого песенника, что приводит к ссоре. Но, в конце концов, они мирятся. В 26 серии Остин вместе с Дезом и Триш уезжает в тур, а Элли остаётся из-за записи своего альбома. Остин оставляет ей письмо, в котором говорит о своих чувствах. В 4 серии 3 сезона возвращается с тура, в 11 серии принимает участие в съёмках полнометражного фильма в главной роли. В 12 серии узнаёт, что у Элли появился парень (Гэвин Янг — кантри-певец), и начинает встречаться с Пайпер. В 17 серии, на школьном балу, признаётся Пайпер, что у него до сих пор остались чувства к Элли. В той же серии Остин и Элли снова мирятся и становятся парой. В 22 серии хотят публично объявить о своих отношениях, появившись вместе на музыкальной премии, однако Джимми угрожает Остину разрывом контракта, если он расскажет о романе с Элли публике. Элли расстаётся с ним, но в той же серии он со сцены признаётся ей в любви и они мирятся. Джимми разрывает с Остином контракт, что не позволяет ему долгое время выступать на сцене. В 4 сезоне открывает вместе с Элли компанию, в которой учит юные таланты игре на музыкальных инструментах. В 19 серии дороги Остина, Элли, Деза и Триш расходятся, и они расстаются. В 20 серии, когда проходит 4 года, они все встречаются вновь, и Остин предлагает Элли стать официальным дуэтом. В конце показывается сцена 10 лет спустя, когда Остин и Элли уже женаты и у них двое детей, Дез женился на Кэрри, а Триш вышла замуж за Чака.
- Элли Эдгард Доусон (Лора Марано) — композитор и певица, страдающая от сценофобии (боязнь сцены, глоссофобия). Есть необычные привычки: грызёт волосы от волнения и очень любит соленья.

В 1 серии 1 сезона написала песню «Double Take», тем самым подарив Остину его первый супер-хит. С тех пор они начинают сотрудничество. В 8 серии 2 сезона влюбляется в Остина, в 10 серии они вместе выступают на сцене, и тем самым Элли преодолевает сценобоязнь. В 11 серии начинают встречаться, однако в 13 серии расстаются, решив остаться друзьями. В 25 серии принимает участие в съёмках документального фильма «Остин и Элли», где признаётся, что поначалу сомневалась в сотрудничестве с Остином, потому что считала его однодневкой. Позже обижается на него за то, что когда её карьера пошла вверх, Остин нанял себе нового песенника. Но в той же серии они мирятся, исполнив свой дуэт «You Can Come To Me», который помог Элли преодолеть страх перед сценой. В 26 серии остаётся в Майами для записи дебютного альбома, а Остин с Дезом и Триш уезжают в тур. В 1 серии 3 сезона присоединяется к туру Остина. В 12 серии начинает сотрудничать с Гэвином Янгом, а с 13 серии они начинают встречаться. В 17 серии расстаётся с ним, поняв слишком большую разницу в их характерах и интересах, и мирится с Остином. В 22 серии вновь принимает решение расстаться, потому что не хочет, чтобы из-за их отношений он терял карьеру. Но в итоге они всё равно остаются вместе. В 4 сезоне на месте «Соник Бума» открывает школу для обучения игре на музыкальных инструментах, потому что временно Остин не сможет выступать на сцене. В 19 серии уезжает поступать в Гарвард, и расстаётся с Остином, Триш и Дезом. В 20 серии, 4 года спустя, вновь встречается с Остином, и он предлагает ей выступать дуэтом. В конце показывается, что десять лет спустя они женаты и у них двое детей, Дез женился на Кэрри, а Триш вышла замуж за Чака.
- Патриша Мария де Ла Роза (Триш) (Рейни Родригес) — лучшая подруга Элли и менеджер Остина. Характерная черта Триш — это отсутствие каких-либо усилий для достижения целей, из-за чего часто меняет работу.

С 1 сезона становится менеджером Остина, организовывает ему концерты и другие публичные появления. Часто старается помирить Остина и Элли, если они ссорятся. В 9 серии 3 сезона рассказывает, что встречается с Джейсоном, с которым познакомилась по Интернету. В 17 серии идёт на бал с Чаком, так как Джейсон сломал ногу, но в итоге он всё равно приезжает к ней и ей приходится разрываться на две части, чтобы ни он, ни Чак ничего не заподозрили. В 19 серии 4 сезона расстаётся с Элли, Остином и Дезом, потому что у каждого намечен свой будущий путь. В 20 серии, 4 года спустя, они снова встречаются. В конце показывается, что десять лет спустя Триш замужем за Чаком, Элли замужем за Остином, а Дез женился на Кэрри. Также у Триш и Чака есть дочка.
- Дэзмонд Хэтвилд Уэйд (Келам Уорти) — лучший друг Остина, Элли и Триш. Среди странностей у него манера нелепо одеваться, носить с собой еду и порой совершать необдуманные и глупые поступки.

Помимо того, что Дэз уже долгие годы дружит с Остином, он является режиссёром его видеоклипов. В 25 серии 2 сезона снимает документальный фильм «Остин и Элли». В 9 серии 3 сезона начинает встречаться с Кэрри, которая по характеру и внешнему виду такая же чудачка, как и он сам. В 22 серии Кэрри улетает в Лос-Анджелес, и Дез говорит Остину, что едет вслед за ней, чтобы поступить там в колледж режиссуры и быть рядом со своей девушкой. В 4 сезоне возвращается в выпускной класс с Остином, Элли и Триш, так как очень скучал по ним и расстался с Кэрри. В 19 серии друзьям приходится расстаться, но в 20 серии, 4 года спустя, они снова воссоединяются. В конце показывается, что Дэз женился на Кэрри, Элли замужем за Остином, а Триш вышла замуж за Чака. У Дэза и Кэрри есть сын, который в 6 лет пошёл в колледж.

### Второстепенные роли
- Нельсон (Коул Сэнд) — неуклюжий мальчик, берёт уроки музыки у Элли. Появляется эпизодически с 1 по 4 сезоны сериала. Известен своей фразой «облом». Влюблён в Меган Симмс, однако та не отвечает ему взаимностью.
- Лестер Доусон (Энди Милдер) — отец Элли, владелец «Соник Бума». Не верил в музыкальную карьеру дочери, однако позже начал её поддерживать. В 3 сезоне хотел продать музыкальный магазин, однако Элли вместе с Остином, Дезом и Триш отговорили его от этой идеи. С Пенни, матерью Элли, он в разводе.
- Меган Симмс (Обри К. Миллер) — девочка-репортёр известного звёздного журнала «Чита-бита». Часто охотится на Остина и Элли в поисках новых статей. В неё влюблён Нельсон, но для Меган на первом месте лишь карьера, и она не хочет встречаться с ним.
- Джимми Старр (Ричард Вайтен) — владелец крупного музыкального лейбла «Старр Рекордс». В 18 серии 1 сезона подписывает с Остином контракт. До 22 серии 3 сезона работает менеджером Остина, но разрывает с ним контракт из-за его отношений с Элли.
- Майк Мун (Джон Хенсон) — отец Остина, совладелец магазина матрасов Moon's Mattress Kingdom.
- Мими Мун (Джилл Бенджамин) — мать Остина, которая раньше была ручной моделью, прежде чем стать совладельцем Королевства матрасов Муна.
- Кира Старр (Кирси Клемонс) — дочь Джимми Старра и бывшая девушка Остина. У Киры временно был неприятный запах изо рта, из-за чего компания очень настороженно относилась. Ее неприятный запах изо рта был вызван тем, что она постоянно ела пиццу с чесноком и анчоусами. Неприятный запах исчез, когда она перестала её есть.
- Кэрри (Ханна Кэт Джонс) — девушка Деза. Впервые появляется в 9 серии 3 сезона. В финальной серии 3 сезона говорит, что улетает в Лос-Анджелес, потому что её отец нашёл там работу. В 20 серии 4 сезона показывается, что она остаётся с Дезом и выходит за него замуж.
- Пайпер (Хейли Эрин) — сестра Кэрри. С 13 по 17 серии 3 сезона встречается с Остином, но расстаётся с ним, потому что у него остались чувства к Элли.

## Награды и номинации
| Год  | Награды                   | Категория                                        | Номинант       | Результат |
| ---- | ------------------------- | ------------------------------------------------ | -------------- | --------- |
| 2012 | Teen Icon Awards          | Популярный телевизионный актёр                   | Росс Линч      | Номинация |
| 2012 | Hollywood Teen Awards     | Прорыв года                                      | Росс Линч      | Номинация |
| 2013 | Kids' Choice Awards       | Популярный телевизионный актёр                   | Росс Линч      | Победа    |
| 2013 | Radio Disney Music Awards | Лучшее музыкальное видео — Heard It On The Radio | Росс Линч      | Победа    |
| 2013 | Imagen Awards             | Лучшая молодая телевизионная актриса             | Рейни Родригес | Победа    |

## Песни
| Название                                             | Исполнитель(и)          | Саундтрек                       |
| ---------------------------------------------------- | ----------------------- | ------------------------------- |
| «Can’t Do It Without You» (Austin & Ally Main Title) | Росс Линч               | Austin & Ally                   |
| «Double Take»                                        | Росс Линч               | Austin & Ally                   |
| «Break Down the Walls»                               | Росс Линч               | Austin & Ally                   |
| «A Billion Hits»                                     | Росс Линч               | Austin & Ally                   |
| «Not a Love Song»                                    | Росс Линч               | Austin & Ally                   |
| «It’s Me, It’s You»                                  | Росс Линч               | Austin & Ally                   |
| «The Butterfly Song»                                 | Росс Линч               | н/д                             |
| «Trash Talk»                                         | Росс Линч               | н/д                             |
| «Better Together»                                    | Росс Линч               | Austin & Ally                   |
| «You Don’t See Me»                                   | Лора Марано             | н/д                             |
| «Heard It on the Radio»                              | Росс Линч               | Austin & Ally                   |
| «Suzy’s Soup Jingle»                                 | Росс Линч               | н/д                             |
| «Heart Beat»                                         | Росс Линч               | Austin & Ally                   |
| «Na Na Na (The Summer Song)»                         | Росс Линч               | Austin & Ally                   |
| «The Way That You Do»                                | Росс Линч               | Austin & Ally                   |
| «Illusion»                                           | Росс Линч               | Austin & Ally                   |
| «Don’t Look Down»                                    | Росс Линч & Лора Марано | н/д                             |
| «Who I Am»                                           | Росс Линч               | Austin & Ally: Turn It Up       |
| «Got It 2»                                           | Росс Линч               | н/д                             |
| «Christmas Soul»                                     | Росс Линч               | Disney Channel Holiday Playlist |
| «Can You Feel It»                                    | Росс Линч               | н/д                             |
| «Face 2 Face»                                        | Росс Линч & Дебби Райан | Austin & Ally: Turn It Up       |
| «No Ordinary Day»                                    | Росс Линч               | н/д                             |
| «You Can Come to Me»                                 | Росс Линч & Лора Марано | Disney Channel: Play It Loud    |
| «I Think About You»                                  | Росс Линч               | Austin & Ally: Turn It Up       |
| «Call a Pioneer Ranger»                              | Росс Линч               | н/д                             |
| «Finally Me»                                         | Лора Марано             | Austin & Ally: Turn It Up       |
| «The Ally Way»                                       | Лора Марано             | н/д                             |
| «Steal Your Heart»                                   | Росс Линч               | Austin & Ally: Turn It Up       |
| «Timeless»                                           | Росс Линч               | Disney Channel: Play It Loud    |
| «Living in the Moment»                               | Росс Линч               | н/д                             |
| «I Got That Rock n' Roll»                            | Росс Линч               | Disney Channel: Play It Loud    |
| «The Me That You Don’t See»                          | Лора Марано             | Disney Channel: Play It Loud    |
| «Better Than This»                                   | Росс Линч               | Austin & Ally: Turn It Up       |
| «Chasin' the Beat of My Heart»                       | Росс Линч               | Austin & Ally: Turn It Up       |
| «You Wish You Were Me»                               | Рейни Родригес          | н/д                             |
| «Redial»                                             | Лора Марано             | Austin & Ally: Turn It Up       |
| «I Love Christmas»                                   | Росс Линч & Лора Марано | Holidays Unwrapped              |